# Wehrsportgruppe Hoffmann
Die Wehrsportgruppe Hoffmann (abgekürzt WSG Hoffmann oder WSG) war eine rechtsextreme Organisation, die von 1973 bis 1982 bestand. Sie wurde von dem Neonazi Karl-Heinz Hoffmann gegründet und entwickelte sich mit rund 400 bis 600 Mitgliedern zur größten und bekanntesten Wehrsportgruppe in der Bundesrepublik Deutschland. Im Januar 1980 wurde sie von Bundesinnenminister Gerhart Baum als verfassungsfeindliche Vereinigung verboten und dann von Hoffmann in ein PLO-Lager im Libanon verlegt. Diese „WSG-Ausland“ bestand noch bis 1982, zerfiel aber nach Hoffmanns Festnahme im Juni 1981.
Die WSG gilt als Keimzelle oder Durchlaufstation des bundesdeutschen Rechtsterrorismus. Der frühere WSG-Angehörige Gundolf Köhler verübte am 26. September 1980 in München das Oktoberfestattentat, den bisher schwersten Terroranschlag der bundesdeutschen Geschichte. Der WSG-Vizechef Uwe Behrendt ermordete am 19. Dezember 1980 in Erlangen den Rabbiner Shlomo Lewin und dessen Lebensgefährtin Frida Poeschke. Im Februar 1981 starb das WSG-Mitglied Kay Uwe Bergmann an den Folgen einer Folter, die Hoffmann befohlen und mit Uwe Behrendt durchgeführt hatte. Bergmanns Tod wurde nie ganz aufgeklärt.
Frank Schubert gehörte um 1979 zum WSG-Umfeld in Frankfurt am Main, bevor er 1980 bei einem versuchten Waffenschmuggel zwei Schweizer Grenzwächter und dann sich selbst erschoss. Odfried Hepp gründete nach seiner Terrorausbildung in der WSG-Ausland die „Hepp-Kexel-Gruppe“ mit, die ab 1982 einige Terroranschläge beging. Auch der Neonazi Helmut Oxner, der 1982 in Nürnberg aus rassistischen Motiven drei Menschen erschoss, war ein Anhänger der WSG.

## Entstehung

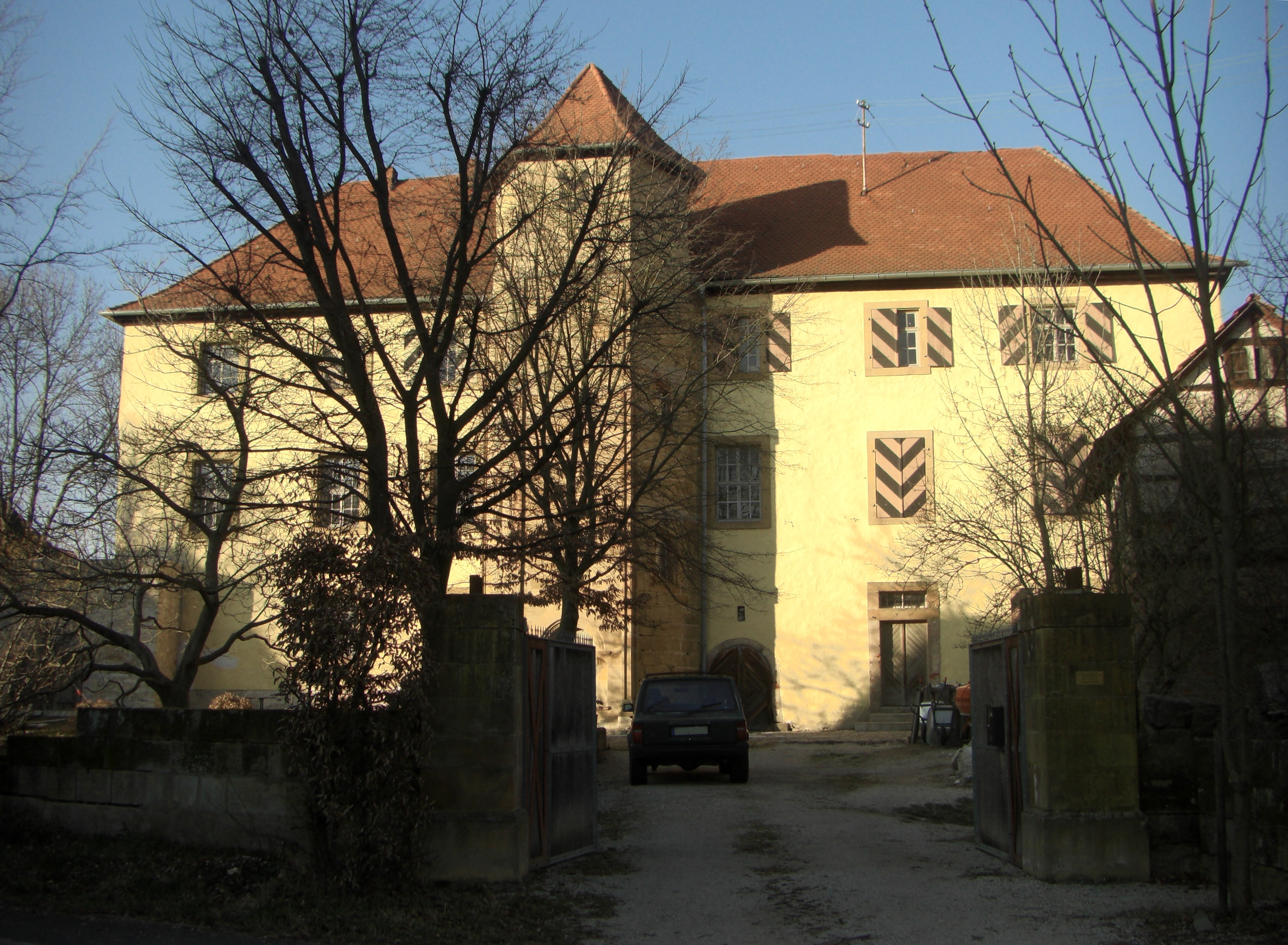
Schloss Ermreuth

Der Nürnberger Grafiker Karl-Heinz Hoffmann trat seit 1951 als Neonazi hervor und gehörte zum Verein Der Stahlhelm – Kampfbund für Europa. Dessen Vorläufer Stahlhelm, Bund der Frontsoldaten war ursprünglich 1918 von antidemokratischen Reichswehr-Soldaten zur „Wiederherstellung“ eines großdeutschen Reiches und „Wehrhafterhaltung der deutschen Jugend“ gegründet worden. Nach seiner Neugründung 1951 als gemeinnütziger Verein schloss der Stahlhelm sich dem Verband deutscher Soldaten (VdS) an, der Traditionen der Wehrmacht pflegte. Der Stahlhelm vertrat ein heroisches deutsches Soldatenbild, Geschichtsrevisionismus und Antisemitismus. Der Verein hatte enge Kontakte zur NPD, DVU, FAP und gewaltbereiten Wiking-Jugend. Er führte auch Wehrsportübungen durch. Viele Gegner der Zusammenarbeit mit dem VdS traten ab 1960 aus dem Verein aus. Ein Teil davon bildete eigene Wehrsportgruppen, die körperliche Ertüchtigung und paramilitärische Ausbildung junger Männer mit rechtsradikaler Ideologie verknüpften. In diesem Kontext gründete Hoffmann 1973 in Bayern die nach ihm benannte WSG. Diese trat bis 1974 als „Jungstahlhelm“, also Nachwuchsorganisation des Stahlhelm auf und blieb ihm auch danach personell, ideologisch und organisatorisch verbunden.

## Ideologie
Die WSG war nach dem Führerprinzip ausgerichtet. Hoffmann war ihr „einziges Willensbildungsorgan“ und besaß die uneingeschränkte Befehlsgewalt. Ihm zufolge war die WSG ein „nach militärischen Gesichtspunkten organisierter, straff geführter Freiwilligenverband“ und eine „paramilitärische Einheit“.
Zentrale Ideologieelemente der WSG waren Antiamerikanismus, Antikommunismus, Demokratiefeindlichkeit, Elitedenken, starker Militarismus und die Akzeptanz von Gewalt als politischem Mittel. Schon mit der Bezeichnung „Jungstahlhelme“ ordnete Hoffmann die WSG in die Tradition faschistischer Freikorps, Soldaten- und Wehrverbände in der Weimarer Republik ein. Er wollte die WSG laut Rainer Fromm „in kein ideologisches Schema pressen lassen“ und keine neuartige Neonaziorganisation bilden, sondern die antikommunistische und antidemokratische deutsche Freikorps-Tradition wiederbeleben. Er beschrieb die WSG als Vorbote einer „Neuordnung“ und der „Machtübernahme“ und ließ seine Rekruten ein Kampflied der Hitlerjugend öffentlich absingen.
Hoffmann gab die WSG nach außen als unpolitische Sportgruppe für junge Männer aus, verstand sie intern aber als Mittel zur Abschaffung der parlamentarischen Demokratie. Ab 1974 wurde sein „1. Manifest der Bewegung zur Verwirklichung der Rational Pragmatischen Sozial Hierarchie“ bekannt, das er seinen Übungsteilnehmern persönlich oder vom Tonband vortrug:

„Wir haben jedes Vertrauen in die bisher der Welt angebotenen Ideologien, Staats- und Wirtschaftsformen restlos verloren. Wir verlangen ein System der wissenschaftlichen Planung, der Zweckmäßigkeit und der Vernunft. Alle Lebensbereiche dieser Erde beherrschen entweder Marionettenregierungen der internationalen Hochfinanz. Den Rest regieren feudale Bonzen, meist im Einklang mit religiösen Fanatikern.“

Weil die seit 1945 dominierenden Weltbilder sich als unzureichend und die jeweils herrschenden politischen Cliquen sich als unfähig gezeigt hätten, die Probleme der Menschheit zu lösen, „sind wir entschlossen, uns zu organisieren. Mit dem Ziel, eine radikale Veränderung der Gesamtstruktur in allen Bereichen herbeizuführen.“ Die angestrebte „Rational Pragmatische Sozial Hierarchie“ sei eine „zweckbezogene, vernunftgemäße, der Volksgemeinschaft dienende Staatsform mit freiheitlicher Grundordnung und einer nach dem Leistungsprinzip ausgerichteten Führerstruktur“. Freie Wahlen sollten durch ein nicht näher erläutertes „Selektionsverfahren“ ersetzt, die gesamte Regierungsmacht sollte einer „in der obersten Führung zusammengefassten Gruppe“ übertragen werden. Deren Mitglieder sollten anonym bleiben. „Öffentlichkeitsarbeit und Personenkult sind auszuschließen.“ Kirchen und Gewerkschaften seien zu entmachten.
Hoffmann bestritt zwar, dass er das Manifest verfasst hatte, doch es wurde 1974 als Schriftstück bei ihm gefunden. Zudem ließ er sein Firmenzeichen in das Papier drucken und bezog sich in späteren Interviews öfter fast wörtlich auf Aussagen daraus.
Die WSG lehnte sich ideologisch auch an das Vorbild der Sturmabteilung (SA) an. Diese verstand sich ihrerseits als militärischer Arm des Nationalsozialismus, stellte in der Weimarer Zeit oft den Saalschutz für Veranstaltungen der NSDAP und lieferte sich Straßenschlachten mit Gegnern. Wie SA-Führer Ernst Röhm und gemäß dem Führerprinzip ließ sich Hoffmann von den WSG-Mitgliedern als „Chef“ bezeichnen. In Interviews bekundete er immer wieder offen seine demokratiefeindliche Haltung und sagte schon 1974: „Dieser ganze uferlose Parlamentarismus muss weg.“ 1977 gegenüber der italienischen Illustrierten Oggi sagte er: „Eine Demokratie ist impotent, eine Diktatur, die den richtigen Mann an der Spitze hat, kann für ein Volk alles tun.“ Wie die ganze bundesdeutsche extreme Rechte strebte er eine deutsche Wiedervereinigung mitsamt den früheren Ostgebieten jenseits der Oder-Neiße-Linie an, die er als „geraubt“ ansah. Er inszenierte sich für Reporter ähnlich wie Italiens faschistischer Diktator Benito Mussolini mit einem Puma als Haustier, vertrat einen als Antizionismus ausgegebenen Antisemitismus, leugnete den Holocaust und arbeitete mit anderen Holocaustleugnern zusammen. Daher stufte das Landgericht Nürnberg-Fürth Hoffmann im September 1976 als „Radikalen faschistoider Ausrichtung“ ein.
Ab 1979, als die WSG stark gewachsen war, gab Hoffmann ihr Organ Kommando – Zeitung für den europäischen Freiwilligen heraus. Sie enthielt Berichte über die Wehrsportübungen, den Drill und die Ausbildung der WSG-Rekruten sowie Texte zur Verklärung der Wehrmacht, Verharmlosung der nationalsozialistischen Judenverfolgung und Relativierung des Holocaust. Im Anzeigenteil warb fast jede Ausgabe der Zeitung für die Zeitschrift „Die Bauernschaft“, herausgegeben von dem Holocaustleugner Thies Christophersen.

## Mitglieder und Ortsgruppen
Die WSG war die erste überregional organisierte bundesdeutsche Wehrsportgruppe. Zu ihren Übungen kamen junge Männer aus dem ganzen Bundesgebiet. Darunter waren unsichere, politische Orientierung und Abenteuer in freier Natur suchende Jugendliche bis hin zu militanten und gewaltbereiten Neonazis. Die in der Literatur angegebenen Mitgliederzahlen schwanken zwischen 400 und 600, je nach dem betrachteten Zeitraum und Einflussbereich der WSG. Sie unterhielt mehrere Ortsgruppen, nach Hoffmanns Eigenangaben in Bonn, Frankfurt am Main, Köln und Tübingen. Arndt-Heinz Marx benannte die von ihm gegründete Frankfurter Ortsgruppe ohne Hoffmanns Wissen von „Stammabteilung 7“ in „Sturm 7“ um.
Viele WSG-Mitglieder waren gleichzeitig in der Wiking-Jugend, bei den Jungen Nationalisten (der Jugendorganisation der NPD) und der „Aktion Widerstand“ aktiv. In Österreich gründete der NDP-Aktivist Helmut Schönangerer, im Zivilberuf Innungsmeister der Salzburger Spengler, 1976 eine Teilgruppe der WSG, die er bis Januar 1980 leitete. Über ihn und seine Frau hatte die WSG Kontakte zu österreichischen Rechtsextremen um den NDP-Gründer Norbert Burger, zur österreichischen Aktion Neue Rechte und zum Nationalistischen Bund Nordland. Der deutsche Verfassungsschutz registrierte diese Kontakte in seinem Jahresbericht von 1980.
Durch spätere Festnahmen, Strafprozesse und Medienberichte wurden einige WSG-Mitglieder bekannt:
- Attila B.,[21]
- Walter Ulrich Behle,[22]
- Uwe Behrendt (1952–1981), Vizechef,
- Kay Uwe Bergmann,[23]
- Joachim Bojarsky,[23]
- Steffen Dupper,[24]
- Dieter Epplen,[25]
- Stefan Faber,[22]
- Hans-Peter Fraas,[24]
- Robert Funk,[22]
- Bernd Grett,[26]
- Peter Hamberger,[23]
- Gilbert Heindl,[27]
- Odfried Hepp (* 1958),
- Klaus Hubel,[23]
- Alfred Keeß,[23]
- Wilhelm Keeß,[28]
- Walter Kexel (1961–1985),
- Helmut Krell,[26]
- Rudolf Klinger,[22]
- Gundolf Köhler (1959–1980),
- Uwe Mainka,[23]
- Arndt-Heinz Marx,[29]
- Leroy Paul,[23]
- Anton Pfahler (* 1946),
- Horst Röhlich,[30]
- Ralf Rößner,[31]
- Helmut Schönangerer,[17]
- Frank Schubert,[29]
- Ulrich Tillmann,[32]
- Stefan Wagner,[29]
- Peter Weinmann.[33]

Als Hauptquartier und Waffenlager der WSG diente zunächst das Holzschuherschlösschen in Almoshof bei Nürnberg, später Hoffmanns Wohnsitz in Heroldsberg, ab 1978 das Schloss Ermreuth bei Erlangen.
In einem Rundbrief von 1978 befahl Hoffmann allen Untergebenen, Bewerber und Übungsteilnehmer der WSG nur nach seiner positiven Bewertung eines Aufnahmeantrags, nach „abgeschlossener Sicherheitsprüfung“ und „längerer Beobachtungszeit“ aufzunehmen. Damit wollte er einer befürchteten Infiltration durch V-Leute begegnen.

## Aktivitäten

### Übungen
Ab 1974 bot die WSG jungen deutschen Männern ihre Übungen an. WSG-Flugblätter versprachen ihnen „Motorsport. Geländefahren. Tauchen. Biwak. Kameradschaft. Körperertüchtigung. Bei uns bist du nicht allein.“ 1977 verglich Hoffmann die „Kommandoausbildung“ der WSG mit der Grundausbildung einer Jägereinheit der Bundeswehr, aber im Stil einer Partisaneneinheit. Neue unausgebildete Rekruten würden wie bei einer „Herde Tiere“ von aufgenommenen Mitgliedern integriert und an ihre Aufgaben herangeführt. Einige Exerzierregeln und Gewehrgriffe wichen von denen der Bundeswehr ab. Politische Schulung gebe es nicht. Befehle würden stets leise erteilt. Jedoch machten Teilnehmer Hoffmanns Begrüßungsritual bekannt. Frühmorgens mussten die Rekruten vor ihm antreten und im Chor seine gebrüllten Fragen beantworten: „Was sind wir?“ „Grenadiere Europas!“ „Wofür kämpfen wir?“ „Für den Sieg der Bewegung!“ „Wer ist unser Feind?“ „Bolschewismus und Kapital!“ „Was sind wir?“ „Schwarze Legionäre!“ Die WSG war straff in militärische Ränge eingeteilt, vom Gefreiten, Obergefreiten, Unterführeranwärter, Unterführer, Stabsunterführer, Vizeunterführer, Hauptunterführer bis zum Sturmunterführer. Die Übungen bestanden unter anderem aus nächtlichen „Alarmsicherungen“, mehrtägigen Märschen mit Gepäck durch den Wald, Robben mit Gewehr im Unterholz, bis zu fünf Tage allein und ohne Verpflegung im angewiesenen Versteck Ausharren. Die Teilnehmer mussten ihre Waffen für die Übungen selbst mitbringen. Dabei betonte Hoffmann in der Zeitschrift „Kommando“, die Waffen müssten legal sein oder dürften nicht gefunden, müssten also außerhalb von Privatwohnungen versteckt werden. Es gab Uniformen mit Schulterklappen, Kragenspiegeln, Spangen, Armbändern und zusätzliche Orden für besondere körperliche Leistungen. Die Uniformen und die Abzeichen darauf ähnelten denen der Schutzstaffel (SS).
Die WSG besorgte sich ausgediente Militärfahrzeuge von der Bundeswehr und führte damit manöverartige Übungen durch. Die Laster waren in Tarnfarbe und mit Totenköpfen auf den Türen lackiert, die Teilnehmer mit Pistolen und Karabinern vom Typ 98k ausgerüstet. Sie sahen sich „als Soldaten, als Damm gegen die rote Flut.“

### Gewaltübergriffe
Ab 1974 tauchten im süddeutschen Raum WSG-Anhänger mit Hakenkreuz-Binden und T-Shirts mit dem Aufdruck „Hoffmann“ auf und zettelten Schlägereien an, etwa in Gastwirtschaften von Ingolstadt. WSG-Mitglieder traten öfter als Saalschützer oder Ordner für Veranstaltungen anderer rechtsextremer Organisationen auf. Am 4. Dezember 1976 bei einem Auftritt Hoffmanns an der Eberhard Karls Universität Tübingen, den der Hochschulring Tübinger Studenten (HTS) organisiert hatte, griffen sie Gegendemonstranten körperlich an und verletzten mehrere so stark, dass sie im Krankenhaus behandelt werden mussten. Hoffmann, der HTS-Gründer Axel Heinzmann und der ebenfalls beteiligte Führer der Wiking-Jugend Helmut Dieterle mussten sich dafür vor Gericht verantworten. Auf einer „Hitler-Gedenkfeier“ am 22. Juli 1978 in Lentföhrden in Schleswig-Holstein lieferten sich Mitglieder der WSG, der Aktionsfront Nationaler Sozialisten/Nationale Aktivisten (ANS/NA) und der NSDAP-Aufbauorganisation (NSDAP/AO) eine Saalschlacht mit der Polizei.
Hoffmann hielt seine öffentlichen Aussagen über WSG-Ziele und Aktivitäten oft bewusst vage, weil er wusste, dass der deutsche Verfassungsschutz die WSG beobachtete, und weil er finanziell auf Geldgeber angewiesen war, die er nicht mit zu viel Militanz verprellen wollte. Doch im März 1979 kündigte er bei einer Veranstaltung zum Thema „Die neue Ordnung“ in Heroldsberg „Widerstand“ gegen alles an, was sich aus seiner Sicht „gegen die Interessen unseres Volkes“ richte. Seine Leute ließen sich nicht mehr einschüchtern und hätten wie er selbst „zu Beginn ihres Weges ganz klar die Möglichkeit einer Gefängnisstrafe einkalkuliert“.

### Vernetzung
Die WSG entwickelte sich rasch zur bundesweiten und größten westdeutschen Wehrsportgruppe und zum Vorbild für ähnliche rechtsextreme Gruppen, etwa die „Wehrsportgruppe Schlageter“, gegründet 1977 von Odfried Hepp und Roland Müller, die „Wehrsportgruppe Werwolf“, gegründet 1979 von Michael Kühnen, die „Wehrsportgruppe Ruhrgebiet“, gegründet 1979 von Udo Albrecht, die 15-köpfige „Wehrsportgruppe Totila“, die 1983 im Raum Weser-Ems aktiv war, und die 1989 ausgehobene „Wehrsportgruppe Mündener Stahlhelm“.
Laut dem Geheimdienstexperten Rolf Gössner bildete die WSG fast alle Mitglieder einer angestrebten NSDAP-Untergrundorganisation aus, die der V-Mann Werner Gottwald 1975 unter dem Tarnnamen „Kurzlehrgang des 1. Schießklubs Bocholt e. V.“ gegründet hatte. Laut Gössner gehörten zu diesem gewaltbereiten, in Ortsgruppen oder „Gaue“ eingeteilten Neonazi-Netzwerk:
- Michael Kühnens ANS/NA,
- Manfred Roeders Freiheitsbewegung Deutsches Reich,
- Erwin Schönborns Kampfbund Deutscher Soldaten,
- Friedhelm Busses Volkssozialistische Bewegung Deutschlands / Partei der Arbeit,
- Wolf-Dieter Eckarts Freundeskreis der NSDAP und
- Gary Laucks NSDAP/AO.[49]

Die WSG nahm an Jahrestreffen des Verbandes deutscher Soldaten (VdS) teil, so im Juni 1977 in Ansbach. Dort wurde die WSG von Rechtskonservativen und früheren Wehrmachtssoldaten als „Neo-Militär-Folklore“ begeistert begrüßt. Bei ihrer jährlichen Winterübung 1977 präsentierte sie ihre Militärfahrzeuge und ihren Drill einem Reporter der italienischen Illustrierten Oggi. Dieser beschrieb die WSG im Blick auf ihre Einbettung in die bundesdeutsche Neonaziszene als „Wiedergeburt der Nazi-Armee“.
Die WSG bereitete im Sommer 1977 ein als „Auschwitz-Kongress“ betiteltes Treffen prominenter Holocaustleugner in Nürnberg aktiv mit vor, etwa mit bundesweit verbreiteten Einladungsflugblättern. Initiatoren waren der Nürnberger Neonazi Klaus Huscher, der auch zum Förderkreis der WSG gehörte, und der Altnazi Erwin Schönborn. Als Redner vorgesehen waren Arthur Butz, Udo Walendy und Thies Christophersen. Im Juli 1977 bildete sich dagegen eine Antifaschistische Aktionseinheit, um das Treffen zu verhindern. Hauptvertreter war der Nürnberger Rabbiner Shlomo Lewin, der seine guten Kontakte zu CSU-Politikern nutzte, um für ein Verbot der WSG zu werben. Obwohl Nürnbergs Stadtverwaltung das Treffen kurzfristig untersagte, reisten die Veranstalter an. Lewin hielt bei der Gegenkundgebung auf dem Nürnberger Rathausmarkt am 6. August 1977 eine engagierte Rede, in der er an die Shoa erinnerte und die unbedingte Pflicht aller Demokraten zum Eintreten gegen Holocaustleugner und Rechtsextremisten betonte. Neonazis zeichneten die Rede auf und überbrachten sie Hoffmann. Dadurch wurde Lewin für die WSG zur Zielscheibe.
Die WSG nahm auch an rechtsradikalen paramilitärischen Lagern im Ausland teil, etwa in Belgien beim Vlaamse Militanten Orde (VMO), in Österreich auf einem Wehrhof im Waldviertel, in Spanien (Pyrenäen) bei der CEDADE. Sie bot ausländischen Neonazis ihrerseits Wehrsportkurse auf Schloss Ermreuth an. Hoffmann entsandte Söldner für den rassistischen Premierminister Ian Smith in das frühere Rhodesien. Die Auslandskontakte waren Teil umfangreicher Bemühungen deutscher Neonazis zum Aufbau einer „braunen Internationale“, etwa für Waffen- und Geldverstecke, Propagandamittel und Fluchthilfe für Straftäter. WSG-Mitglieder beteiligten sich an „Führergedenkfeiern“ in Braunau und einem Lager der „Wiking-Jugend“ in Kärnten.
Im November 1978 vereitelten britische Einreisebehörden in Dover Hoffmanns Besuch bei britischen Neonazis und wiesen ihn zurück.

### Finanzierung

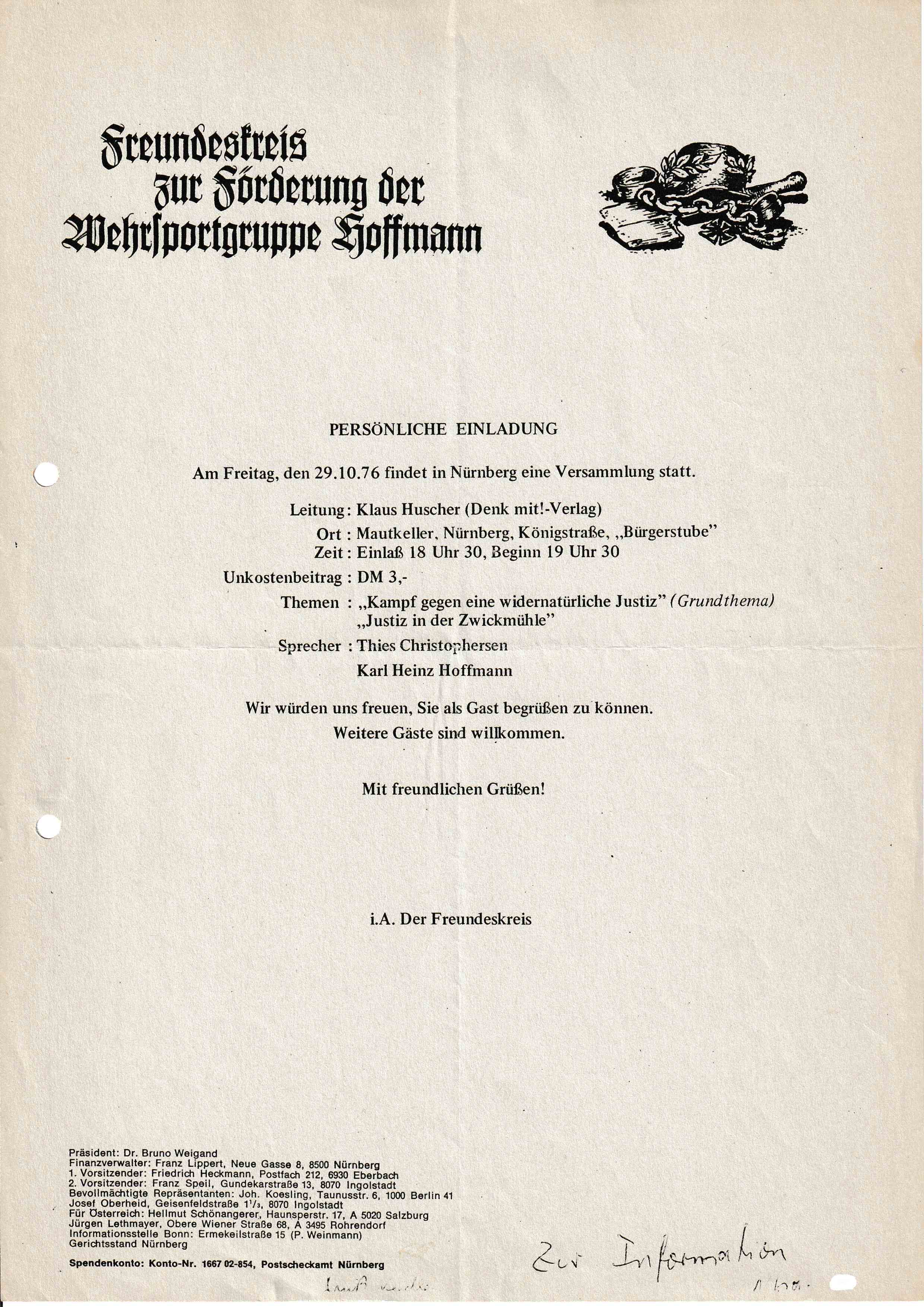
Einladung des Freundeskreises der WSG-Hoffmann

Die WSG finanzierte sich aus Spenden. Dazu gründete Hoffmann 1976 einen Freundeskreis zur Förderung der Wehrsportgruppe Hoffmann. Dessen Präsident Bruno Weigand beschrieb als Ziel, „die materiellen Voraussetzungen zur Erhaltung und Ausbreitung der WSG zu organisieren“. In Salzburg gründete der NDP-Aktivist Helmut Schönangerer damals einen gleichnamigen Förderkreis, der 1977 Gegenstand einer parlamentarischen Anfrage war.
Auf eine parlamentarische Anfrage vom März 1978 bestätigte die Bayerische Staatsregierung die Finanzierung der WSG über den Freundeskreis. Dieser bestehe hauptsächlich aus ehemaligen und aktiven WSG-Mitgliedern und umfasse wie die WSG rund 400 Personen. Ihre Spenden deckten vor allem Kosten für Gebäude und Kraftfahrzeuge ab, während die aktiven Mitglieder ihre Ausrüstung meist selbst erwerben müssten. Man sehe keine rechtliche Möglichkeit, diese Finanzierung zu unterbinden.
Nachdem Hoffmann wegen der Angriffe der WSG auf Gegendemonstranten in Tübingen verurteilt worden war, übernahm der DVU-Gründer Gerhard Frey 1977 Hoffmanns Anwalts- und Gerichtskosten in Höhe von 8000 DM. Dafür stellte die WSG öfter den Saalschutz für DVU-Treffen. Frey unterstützte die WSG auch publizistisch. Laut einigen Autoren war Frey auch Mitglied des WSG-Förderkreises. Von Hoffmann behauptete und von manchen Autoren angenommene Großspender auch unter „Altnazis“ besaß die WSG laut Rainer Fromm jedoch nicht.

## Verbot
Am 30. Januar 1980 ließ Bundesinnenminister Gerhart Baum die inzwischen bundesweit ausgedehnte und etablierte WSG als verfassungsfeindliche Vereinigung verbieten und auflösen: Mit der WSG habe Hoffmann „die Zerschlagung der bestehenden Gesellschaftsstrukturen zugunsten eines autoritären Führerstaates“ angestrebt. Sie diene ihm als Kampftruppe zur Durchsetzung rechtsextremer Ziele. Bei gleichzeitigen Hausdurchsuchungen an 23 Orten in drei Bundesländern beschlagnahmten rund 500 Polizeibeamte Handgranaten, Karabiner, Pistolen, eine Zweizentimeterflak, einen defekten Schützenpanzer, Geländefahrzeuge, Krafträder, eine Hitler-Büste, Stahlhelme, Munition, Bajonette und Propagandamaterial. Insgesamt sollen 18 Lastwagenladungen beschlagnahmt worden sein.
Die Bayerische Staatsregierung lehnte das Verbot ab. Sie hatte die WSG mehr als sechs Jahre lang gewähren lassen und konstant verharmlost. Bayerns Ministerpräsident Franz Josef Strauß und sein Innenminister Gerold Tandler bestritten ihre Gefährlichkeit auch noch nach dem bundesweiten Verbot.
Das Bundesinnenministerium begründete die Verfassungsfeindlichkeit der WSG vor allem mit Aussagen Hoffmanns in seinem „Manifest“, in der WSG-Zeitschrift „Kommando“ und in Interviews. Die WSG wurde jedoch nicht als Terrororganisation eingestuft, da sich bisherige Straftaten einzelner Mitglieder nicht auf sie zurückführen ließen.
Im Dezember 1980 wies das Bundesverwaltungsgericht eine Klage Hoffmanns gegen das Verbot ab und bestätigte dessen Begründung: Ziele und Betätigung der WSG ließen ihre Absicht erkennen, die verfassungsmäßige Ordnung der Bundesrepublik Deutschland mit kämpferischen Mitteln zu untergraben und schließlich zu beseitigen.

## WSG-Ausland
Nach dem bundesweiten WSG-Verbot verlegte Hoffmann die WSG in den Libanon. Ab Februar 1980 knüpfte er mit Hilfe des Neonazis Udo Albrecht Kontakte zur PLO und schloss mit ihr ein Abkommen: Er kaufte für sie gebrauchte Bundeswehrfahrzeuge und ließ sie von vertrauten oder neu angeworbenen WSG-Mitgliedern auf dem Landweg in den Nahen Osten überführen, wo die PLO sie ihm abkaufte. Trotz des WSG-Verbots verkaufte die Bundeswehr Hoffmann und Albrecht mehr Fahrzeuge als zuvor. Im Mai 1980 reiste Hoffmann erstmals selbst in den Libanon und stellte sich und seine Gruppe mit Hilfe der Oggi-Illustrierten als Kämpfer gegen den Zionismus und das Judentum dar. So erreichte er, dass die PLO der WSG Waffen verkaufte, sie in das Trainingslager Bir Hassan bei Beirut im Südlibanon einziehen ließ und ihr neue Aufträge zur Fahrzeugbeschaffung gab. In den Folgemonaten übervorteilte Hoffmann seinen Konkurrenten Udo Albrecht als Fahrzeuglieferanten der PLO und erwarb gute Kontakte zu deren Führungsebene. Sein Kontaktmann war meist Mohamed Hegasie. Für das WSG-Ausbildungslager zuständig waren Yassir Arafats Sicherheitschef Atef Bseiso und Amin al-Hindi. Abu Ijad, Arafats damaliger Stellvertreter und Führer der Terrorgruppe Schwarzer September, billigte das Abkommen mit der WSG und beaufsichtigte ihre Ausbildung im PLO-Lager, unter anderem an Kalaschnikows und der sowjetischen Panzerfaust RPG-7.
Ende Juli 1980 überführten fünf von Hoffmann angeworbene WSG-Mitglieder, darunter Arndt-Heinz Marx, einen Konvoi alter Militärunimogs in den Libanon. Dort bildete die Al Fatah, der militärische Arm der PLO, sie im Schießen mit scharfen Waffen, Granaten werfen, Bombenfallen bauen und Geländeverhalten aus. Nach dem Lehrgang leisteten sie Transportdienste für die PLO und warteten auf Einsatzbefehle Hoffmanns, die ausblieben. Es kam zu internen Streitereien. Vier WSG-Mitglieder versuchten aus dem Lager zu fliehen, wurden von der PLO-Wache gefangen, von den WSG-Oberführern verhört und misshandelt.
Am 26. September 1980, dem Tag des Oktoberfestattentats, wollten vier weitere WSG-Mitglieder (Walter Ulrich Behle, Rudolf Klinger, Robert Funk, Stefan Faber) erneut eine Fahrzeugkolonne in den Libanon bringen. Österreichs Grenzschutz hielt sie auf und schickte sie zurück. Am folgenden Morgen nahm die deutsche Polizei die vier und 12 weitere WSG-Mitglieder fest, darunter Hoffmann und Uwe Bergmann, vernahm sie, prüfte ihre Alibis für den Vorabend und durchsuchte 52 Wohnungen. Man fand scharfe Schusswaffen, ein Kilogramm militärischen Sprengstoff, Zündkapseln und Handgranaten, aber keine direkten Hinweise auf eine Beteiligung am Attentat. Daher wurden bis zum 29. September alle 16 WSG-Mitglieder wieder freigelassen.
Anfang Oktober 1980 kam Hoffmann in das Lager der WSG-Ausland und ordnete schwere Strafen für Verstöße gegen seine Disziplinarauflagen an. Er ließ Mitglieder Zementsäcke schleppen und Bunker bauen. Arndt-Heinz Marx ließ er mit einem Steinblock im Rucksack öfter über eine Hürdenpiste laufen und trieb ihn dabei mit Gewehrschüssen zur Eile. Er verfasste im Lager eine antisemitische Verschwörungstheorie, die Marx nach seinem Diktat aufschreiben musste: Israels Geheimdienst Mossad habe das Oktoberfestattentat geplant und durchgeführt, um die Beziehungen zwischen der PLO und der WSG zu zerstören und Hoffmann als charismatischen Führer deutscher Neonazis auszuschalten. Er ließ das Pamphlet in der WSG-Ausland kursieren. Damit wollte er sie zusammenhalten und der PLO eine Erklärung für das Oktoberfestattentat liefern.
Am 14. Juni 1981 versuchten Walter Ulrich Behle und Uwe Mainka aus dem PLO-Lager zu fliehen. Phalangisten griffen sie im von ihnen kontrollierten Teil Beiruts auf. Am 25. Juni 1981 führten sie die beiden westlichen Reportern vor, um die PLO als Ausbilder europäischer Neonazis zu diskreditieren. Der Sprecher zeigte eine Namensliste von 15 von der PLO trainierten WSG-Mitgliedern. Er beschuldigte PLO-Vizechef Abu Ijad, er habe den Anschlag von Bologna und das Oktoberfestattentat geplant und von Neonazis durchführen lassen. Behle und Mainka erklärten, davon wüssten sie nichts. Behle bekannte, er sei in die WSG eingetreten, um ganz Deutschland von Amerikanern und Russen zu befreien. Ihm sei egal, wo er sein Waffentraining erhalte. Er habe das PLO-Lager verlassen, weil die Gruppe dort meist Bunker bauen und Fahrzeuge reparieren musste.
Im Gegenzug stellte die PLO am selben Abend die WSG-Mitglieder „Hans Dieter Eckner“ und „Ulrich Bauer“ (Hubel und Behrendt) vor. Diese behaupteten, sie seien früher bei der CSU gewesen, kennten Behle und Mainka und hätten mit ihnen und weiteren Deutschen sechs Monate lang in einem Lager der Phalangisten trainiert. Dann seien sie in den Bereich der PLO geflohen. Diese habe sie in ihrem Lager Bir Hassan inhaftiert. Westliche Geheimdienste und „die Zionisten“ hätten die Vorwürfe gegen die PLO erfunden. Auf Nachfragen zeigte sich, dass Behrendt das Symbol auf den Uniformen der Phalangisten nicht kannte.
Die WSG-Ausland hatte damals noch 15 Mitglieder. Sie erwogen bewaffnete Aktionen in der Bundesrepublik, darunter die Befreiung des Hitlerstellvertreters Rudolf Heß aus der Haft und Terroranschläge auf Industrieanlagen, etwa eine Ölraffinerie in Deutschland, auf einen UNO-Konvoi, Stützpunkte der US Army, ein israelisches Schiff und einen Radiosender. Nach Hoffmanns Festnahme am 16. Juni 1981 plante die Gruppe, Botschaftsangehörige zu entführen und deutsche Richter und Staatsanwälte zu erschießen, falls Hoffmann länger als ein halbes Jahr in Haft käme. Oben auf ihrer Abschussliste stand der Nürnberger Staatsanwalt Gerulf Schmidt, der im Auftrag des Generalbundesanwalt Kurt Rebmann wegen des Verdachts der Rädelsführerschaft in einer terroristischen Vereinigung gegen Hoffmann ermittelte. WSG-Aussteiger bezeugten die Anschlags- und Mordpläne nach ihrer Rückkehr nach Deutschland.

## Überwachung durch Geheimdienste
Das Bundesamt für Verfassungsschutz (BfV) und das Landesamt für Verfassungsschutz Baden-Württemberg beobachteten die WSG seit 1977 als neonazistische Organisation, hörten zeitweise Hoffmanns Telefonate ab und nahmen einzelne seiner Kontaktpersonen in das Computersystem NADIS auf, so seit 1979 auch Gundolf Köhler. Bayerns Verfassungsschutz überwachte die WSG ebenfalls mit eigenen V-Leuten, die jedoch bis 1980 keine brisanten Angaben über sie vorlegten. Seit 1979 besaß das BfV eine bei Odfried Hepp gefundene Namensliste von 200 WSG-Mitgliedern. Fortan war Hepp als V-Mann für den Verfassungsschutz Baden-Württemberg tätig. Dies erfuhren die Ermittler zum Oktoberfestattentat am 8. Oktober 1980. Danach stellten sie die Ermittlungen zu möglichen Mittätern Köhlers im Umfeld von Hepp ein und stuften Köhler als Alleintäter ein. Der Staatsschutzbeamte Hans Langemann gab einige Abhörprotokolle an die Presse. Damit wollte er die Beobachtung der WSG in Bayern zeigen, Köhlers Einzeltäterschaft belegen und Ministerpräsident Franz Josef Strauß gegen Vorwürfe verteidigen, er habe die WSG verharmlost. Die Bundesanwaltschaft bezog mögliche Kenntnisse von V-Leuten zur WSG nicht in ihre Ermittlungen bis 1982 ein.
1969 hatte das BfV den Neonazi Peter Weinmann als V-Mann „Werner“ angeworben. Er war zuerst in der NPD, später auch in Friedhelm Busses „Partei der Arbeit“, in der Aktion Neue Rechte (ANR) und der WSG aktiv. Nach seinen späteren Angaben beauftragte das BfV ihn 1979, über die WSG, die Wiking-Jugend und Gary Laucks NSDAP/AO zu berichten. Er sollte Mitglied der WSG werden und dazu einen Pkw als Sachbesitz einbringen. Er berichtete dem BfV über Hoffmanns politische Schulung und harten Trainingsmethoden. Dafür erhielt er Rechtsbeihilfe und ein Monatsgehalt des BfV, das er zum Teil wieder zum Aufbau rechtsextremer Gruppen verwendete. Er nahm als Ausbilder junger Neonazis an einer „Winterübung“ der WSG in Heroldsberg teil und drehte mit Hoffmanns Einverständnis einen Film darüber, den das öffentlich-rechtliche Fernsehen zeigte.
Nach dem WSG-Verbot erhielten bundesdeutsche Behörden nur wenige Informationen über die weiteren Aktivitäten der Mitglieder. Das Bundesinnenministerium erfuhr 1981 nur durch Presseberichte von Hoffmanns Kfz-Handel mit der PLO, nicht aber, in welchen PLO-Lagern im Libanon die WSG-Ausland ausgebildet wurde.
Seit etwa 1975 beobachtete auch das Ministerium für Staatssicherheit (MfS) der DDR die westdeutsche Neonaziszene inklusive der WSG. Das erklärte Ziel war, die DDR vor Anschlägen militanter antikommunistischer „Feindgruppen“ zu schützen und Wissen zu sammeln, um die Bundesrepublik propagandistisch als „faschistoiden“ Staat zu diskreditieren. Die zuständige Abteilung XXII „Terrorabwehr“ verfügte jedoch nur über höchstens drei Inoffizielle Mitarbeiter (IMs) pro Neonazigruppe, so dass eine breite Beobachtung oder gar Infiltration der Szene unterblieb. Nur in Einzelfällen kam es zu einer Zusammenarbeit des MfS mit westdeutschen Neonazis, so bei Udo Albrecht und Odfried Hepp. Der Antisemit Albrecht hatte sich 1970 der PLO angeschlossen, um mit ihr den Zionismus bzw. den Staat Israel zu vernichten. 1972 hatte er das Münchner Olympia-Attentat mit vorbereitet und danach einen Gebrauchtwagenhandel mit der PLO und der WSG aufgebaut. Die PLO nutzte ihre DDR-Kontakte im August 1980 für ein direktes Treffen mit Albrecht in der DDR. Dabei warb ihn das MfS eventuell als IM an. Im August 1981 floh er aus westdeutscher Untersuchungshaft in die DDR, wurde vom MfS zehn Tage lang verhört und durfte dann in den Libanon ausreisen. Dort sollte er für das MfS umfangreiches Material zu Anschlagsplänen der PLO und der WSG-Ausland gegen israelische Einrichtungen bergen. Nach einem Verhör durch die PLO verschwand er spurlos. Im Ergebnis verhinderte das MfS mit seiner Fluchthilfe die westdeutsche Strafverfolgung Albrechts, plante aber keinen „operativen Einsatz“ in Nahost mit ihm. Seit 1980 beobachtete das MfS den gewaltbereiten Neonazi Odfried Hepp und plante, ihn bei seinen regelmäßigen Besuchen bei Verwandten in der DDR als IM anzuwerben. Seit 1981 war das MfS auch über Walter Kexels Neonazi-Aktivitäten informiert. Nach Gründung der Hepp-Kexel-Gruppe bot sich Hepp am 14. Januar 1982 der DDR als Informant an, warnte das MfS vor einem geplanten Raketenanschlag seines Bekannten Werner Kley auf die MfS-Zentrale und erklärte, er schätze die DDR inzwischen wegen ihrer Unterstützung „nationaler Befreiungsbewegungen“. Gemeint war vor allem die PLO, mit der Hepp in der WSG-Ausland eng zusammenarbeitete. Ab Februar 1982 reiste Hepp alle zwei bis drei Monate nach Ost-Berlin und informierte das MfS über viele Personen, Gruppen, Terrorpläne, Waffen und Methoden der westdeutschen Neonaziszene. Zwar kam es auch bei ihm nicht zu gemeinsamen Aktionen mit dem MfS. Doch gegenüber dem DDR-Anspruch eines staatlichen Antifaschismus überwog beim MfS hier das gemeinsame ideologische Interesse mit diesen Neonazis: Deren kämpferischer Antizionismus und Antiimperialismus deckte sich mit der Haltung der SED.

## Terroranschläge und Morde im WSG-Umfeld
Der 19-jährige Bundeswehrgefreite und WSG-Anhänger Dieter Epplen verübte 1976 in München einen Bombenanschlag auf den Soldatensender American Forces Network (AFN). Die Bombe zündete zu früh und verletzte Epplen schwer. Hoffmann distanzierte sich von der Tat und höhnte in einem Interview: Hätte er selbst den Anschlag geplant, wäre der Sender ganz sicher dabei zerstört worden.
Gundolf Köhler hatte laut Notizen von Odfried Hepp bis 1977 an zwei WSG-Übungen teilgenommen und stand auf einer WSG-Mitgliedsgliste von 1979 an dritter Stelle. Er galt in der WSG als Sprengstoffexperte, weil er bei mehreren Übungen selbstgebaute scharfe Handgranaten vorgeführt hatte. Am 26. September 1980 abends verübte er das Oktoberfestattentat: Er legte eine handgefertigte Bombe am Haupteingang des Münchner Oktoberfestes ab, die daraufhin explodierte. Dabei wurden er und 12 weitere Menschen getötet sowie 221 verletzt, mindestens 68 davon schwer. Viele Zeugen hatten Köhler in den Tagen und Stunden zuvor sowie kurz vor der Bombenexplosion mit mutmaßlichen Helfern nahe beim Tatort gesehen. Walter Ulrich Behle und Stefan Wagner gaben gegenüber Zeugen an, die WSG habe das Attentat durchgeführt und sie seien beteiligt gewesen. Behle zog die Aussage später zurück, Wagner beging Suizid. Nach der kurzen Überprüfung der WSG legten sich die Ermittler darauf fest, dass Köhler das Attentat allein und aus persönlichen, nicht politischen Motiven begangen habe.
Am 19. Dezember 1980 erschoss Uwe Behrendt, der damalige Mitbewohner und engste Vertraute Hoffmanns in Ermreuth und Vizechef der WSG, den Verleger und ehemaligen Vorsitzenden der israelitischen Kultusgemeinde Nürnberg, Shlomo Lewin, und seine Lebensgefährtin Frida Poeschke in ihrem Erlanger Wohnhaus. Lewin hatte zuvor mehrfach öffentlich vor der deutschen Neonaziszene und insbesondere vor der WSG gewarnt. Die von Behrendt benutzte Maschinenpistole gehörte Hoffmann. Eine am Tatort zurückgelassene Sonnenbrille gehörte Hoffmanns Partnerin Franziska Birkmann. Behrendt kehrte am selben Abend nach Ermreuth zurück und flog am 26. Dezember 1980 auf Hoffmanns Geheiß, der Spuren beseitigte und sein Flugticket bezahlte, zur WSG-Ausland in den Libanon. Dort beförderte Hoffmann ihn in der WSG-Hierarchie zum Oberstleutnant.
Bis Mai 1981 ließen Hoffmann und Behrendt immer wieder einzelne WSG-Mitglieder misshandeln und gaben selbst schwere Folter als militärische Disziplinarstrafen aus. Kay-Uwe Bergmann musste aus nichtigem Anlass (Verstoß gegen ein Rauchverbot) mit vollgepacktem Rucksack und Gasmaske über Hürden laufen, wurde nachts an sein Bett gekettet, musste versalzte Nahrung essen, Öl trinken und sein Erbrochenes essen. Als er sich gegen Waterboarding aufbäumte und seine Schulter auskugelte, wurde er in ein PLO-Krankenhaus gebracht. Von dort versuchte er vergeblich zu einem UNO-Stützpunkt zu fliehen. Nach seiner Rückkehr ins WSG-Lager schlug Hoffmann ihn mit einem Stock und ordnete ein Folterverhör an, das er, Behrendt und Joachim Bojarsky wahrscheinlich in der Nacht zum 6. Februar 1981 durchführten. Die unbeteiligten Odfried Hepp und Peter Hamberger bezeugten später Hoffmanns Vorgehen und Bergmanns halbtoten Zustand. Am nächsten Tag war das Opfer verschwunden und wurde nicht mehr gesehen. Die unbeteiligten WSG-Mitglieder nahmen an, dass er bei dem Verhör gestorben und an unbekanntem Ort verscharrt worden war. Bergmanns Leiche wurde nie gesucht, das mutmaßliche Verbrechen blieb unaufgeklärt.
Frank Schubert hatte nach seiner Flucht aus der DDR 1977 in Frankfurt am Main zusammen mit den WSG-Anhängern Stefan Wagner und Arndt-Heinz Marx eine Kampfgruppe Großdeutschland gegründet, die bei der WSG mit Waffen trainierte. Nach deren Verbot im Januar 1980 schloss er sich der Volkssozialistischen Bewegung Deutschlands an. Bei dem Versuch, für diese illegale Waffen nach Deutschland zu schmuggeln, erschoss er am 24. Dezember 1980 zwei Schweizer Grenzwächter, verletzte zwei weitere schwer und erschoss dann sich selbst.
Odfried Hepp und Walter Kexel bildeten 1982 die „Hepp-Kexel-Gruppe“, die fünf Banküberfälle und danach mehrere Autobombenanschläge auf Angehörige der US-Armee in Deutschland verübte. Zusammen mit dem Bombenexperten Peter Naumann sollen sie auch überlegt haben, Hitlerstellvertreter Rudolf Heß gewaltsam aus seiner Haft zu befreien. Sie waren durch die WSG politisch geprägt worden.
Der Neonazi Helmut Oxner aus Nürnberg war im Umfeld der WSG aktiv. Am 24. Juni 1982 schoss der 26-Jährige in einer Nürnberger Diskothek gezielt auf migrantische und ausländisch aussehende Gäste, tötete dabei drei Menschen und verletzte drei weitere schwer. Dabei rief er „Es lebe der Nationalsozialismus!“ und erschoss sich anschließend selbst.
1982 verübten Rechtsextreme in Österreich eine Serie von gleichartigen Sprengstoffanschlägen, unter anderem auf den Shoa-Überlebenden Akiba Eisenberg, den Schriftsteller und Journalisten Alexander Giese und zuletzt am 16. Juni 1982 auf das Wohnhaus des Shoa-Überlebenden Simon Wiesenthal in Wien. Alle Ziele standen auf einer Feindesliste einer rechtsextremen Zeitschrift. Im Strafprozess gegen den mutmaßlichen Haupttäter Ekkehard Weil, einen mehrfach vorbestraften deutschen Neonazi, wurden Kontakte seines Kameraden und Mitangeklagten Attila B. zur WSG bekannt. B. hatte dort regelmäßig trainiert und war auch in der Salzburger NDP aktiv. 1984 erhielt Weil fünf, B. drei Jahre Haft als Tatbeteiligte; der Anschlag auf Wiesenthal konnte ihnen nicht zweifelsfrei nachgewiesen werden.

## Strafverfolgung und Zerfall
Im April 1981 kehrte Hoffmann aus dem Libanon nach Deutschland zurück, um den Kfz-Handel mit der PLO fortzusetzen. Am 16. Juni 1981 wurde er kurz vor seinem erneuten Abflug in den Libanon auf dem Rhein-Main-Flughafen verhaftet und zunächst wegen Anstiftung oder Beihilfe zum Doppelmord von Erlangen angeklagt. Weil dem Landgericht Nürnberg-Fürth die Indizien dafür nicht ausreichten, wurde die Anklage später reduziert. Nachdem die WSG-Ausland von Hoffmanns Festnahme erfahren hatte, versuchten immer mehr Mitglieder sich abzusetzen und kehrten auf verschiedenen Wegen nach Deutschland zurück: 1981 zuerst Behle und Mainka, dann Hepp, Hamberger, Fraas und Keeß, 1982 schließlich auch Hubel, Bojarsky und Leroy Paul. Sie kamen in Haft und bezeugten in Verhören Hoffmanns Folterpraktiken und frühere Versuche, einen Auftragsmörder für einen nahe dem WSG-Hauptquartier Ermreuth wohnhaften Juden zu finden. Unter dem Druck des Ermittlungsstandes belastete Hoffmann am 4. September 1981 Behrendt als Alleintäter, der den Doppelmord ohne seinen Auftrag und sein Wissen durchgeführt habe. Behrendts Motiv sei Rache dafür gewesen, dass das Oktoberfestattentat ihm, Hoffmann, angelastet worden sei. Am 5. September 1981 schrieb Behrendt im Libanon einen Abschiedsbrief an seine Angehörigen. Laut späteren Aussagen von WSG-Mitgliedern, die deutsche Ermittler zu seinem Grab führten, beging er Suizid. Die PLO meldete den Suizid dem MfS und nannte „Meinungsverschiedenheiten“ in der WSG-Ausland als Suizidmotiv.
Bis 1982 hatte sich die WSG-Ausland vollständig aufgelöst. Der Generalbundesanwalt stufte sie wegen ihrer inzwischen bekannt gewordenen Pläne als terroristische Vereinigung ein, die die staatliche Ordnung der Bundesrepublik durch Anschläge bekämpfen und so den Boden für eine Diktatur bereiten wollte. Auf Antrag von Hoffmanns Verteidigern stoppte der Bundesgerichtshof 1981 jedoch weitere Ermittlungen nach § 129a StGB gegen die WSG, weil nur eine Gruppe, „die im räumlichen Geltungsbereich des Grundgesetzes besteht“, als Terrorvereinigung verfolgt werden dürfe. Das Urteil wurde öffentlich stark kritisiert und mit anders lautenden Urteilen zur linksextremen RAF verglichen, die ebenfalls in PLO-Lagern in Nahost Terrormethoden trainiert und Anschläge geplant hatte.
Obwohl mehrere zurückgekehrte WSG-Mitglieder bezeugten, Hoffmann habe sie zu einem Mord an einem deutschen Juden anzustiften versucht, sprach das Gericht ihn und Franziska Birkmann 1986 von allen den Doppelmord betreffenden Anklagepunkten frei. Dabei folgte es Hoffmanns Eigenangaben. Er wurde wegen Geldfälschung, Freiheitsberaubung, gefährlicher Körperverletzung sowie Vergehen gegen das Waffen- und Sprengstoffgesetz zu neuneinhalb Jahren Haft verurteilt. Diese verbüßte er in der Justizvollzugsanstalt St. Georgen-Bayreuth. Bei einer Anhörung glaubte man ihm, er habe sich von seinen früheren Ansichten losgesagt, und entließ ihn wegen „guter Führung“ und „günstiger Sozialprognose“ 1989 vorzeitig aus der Haft.
Im Dezember 1986 verurteilte Richter Adolf Kölbl (Landgericht Nürnberg-Fürth) die WSG-Mitglieder Bojarsky, Behle und Mainka wegen ihrer Teilnahme an Bergmanns Folterung zu geringen Haftstrafen auf Bewährung. Kölbl machte sie nur für gefährliche, nicht schwere Körperverletzung mit Todesfolge verantwortlich, weil Bergmanns Leiche nicht gefunden worden war. Er sprach Behle und Mainka auch vom Vorwurf unterlassener Hilfeleistung frei und begründete dies damit, dass der damalige Bürgerkrieg im Libanon alle WSG-Mitglieder gewaltbereiter gemacht habe.
Nachdem jahrzehntelange Recherchen des Opferanwalts Werner Dietrich und des Journalisten Ulrich Chaussy die Einzeltäterthese zum Oktoberfestattentat widerlegt hatten, nahm der Generalbundesanwalt ab 2014 neue Ermittlungen dazu auf. Diese ergaben bis Juli 2020, dass Köhler eine Terrortat aus rechtsextremen Motiven als Wahlkampfhilfe für den damaligen Kanzlerkandidaten Franz Josef Strauß begangen hatte. Mittäter ließen sich jedoch nicht mehr nachweisen, vor allem, weil die Bundesanwaltschaft und das LKA Bayern bis 1997 alle früheren Spurenasservate vernichtet hatten.
Die Ermittlungen sollten alle verfügbaren Akten deutscher Sicherheitsbehörden einbeziehen und abgleichen, darunter auch Berichte von V-Leuten („Quellenmeldungen“) des Bundesnachrichtendienstes (BND) und des BfV. Weil die Bundesregierung dem Bundestag Auskunft über diese V-Personen wiederholt verweigerte, reichten die Fraktionen der Linken und der Grünen im Mai 2015 eine Klage beim Bundesverfassungsgericht in Karlsruhe ein. Am 18. Juli 2017 gab das Gericht ihnen großenteils Recht: Bei zwei Kleinen Anfragen zu V-Leuten im WSG-Umfeld habe das parlamentarische Informationsinteresse das staatliche Sicherheitsinteresse klar überwogen.

## Historische Einordnung
Wegen der Anschläge von Mitgliedern und gewachsener Kenntnisse zu ihren Hintergründen stufen Rechtsextremismusforscher die WSG heute, anders als zur Zeit ihres Bestehens, als „Keimzelle“ des deutschen Rechtsterrorismus oder als „Durchlauferhitzer“ bzw. „Durchlaufstation“ zur Radikalisierung späterer Rechtsterroristen ein. Die Erforschung des Rechtsterrorismus der 1980er Jahre wird jedoch durch die schlechte Quellenlage erschwert, etwa weil Korrespondenzen von Neonazis fehlen, Behördenakten 30 Jahren Sperrfrist unterliegen und Verfassungsschutzakten generell gesperrt bleiben.
Die Geschichte der WSG gilt heute als Paradebeispiel für die jahrelange Verharmlosung des bundesdeutschen Rechtsextremismus in Bayern und darüber hinaus. Die von WSG-Mitgliedern verübten und angeregten Terroranschläge werden auch als Folge eines Staatsversagens im Umgang mit der WSG gedeutet.